# Aeroportul Kaukura
Aeroportul Kaukura (IATA: KKR, ICAO: NTGK) este un aeroport din Polinezia Franceză, Franța ce deservește zona Kaukura⁠(d). Aeroportul a fost tranzitat în 2022 de 3.221 de pasageri. A fost numit după zona deservită.
Situat la o altitudine de 3 m, aeroportul dispune de o singură pistă.